# Rondeau M482
Chronologie des modèles
Rondeau M382 Aucun
La Rondeau M482 est un prototype de course, construit par le constructeur français Rondeau et homologué pour courir dans la catégorie FIA Groupe C de la Fédération internationale de l'automobile. 

## Conception
Dans l'objectif de concurrencer les voitures de la réglementation des groupes C dominée principalement par Porsche, Rondeau conçoit un tout nouveau prototype : la Rondeau M482. L'étude aérodynamique, de la voiture est confiée à Max Sardou. La carrosserie est fabriquée en composite de résine d'époxy, de fibre de carbone et de Nomex en sandwich.
Caractéristiques techniques détaillées du moteur,:
| Nom                                 | Ford Cosworth DFL                                 |
| Cylindrée                           | De 3296 à 3955 cm3                                |
| Configuration                       | V8 atmosphérique ouvert à 90°                     |
| Matériaux du bloc et des culasses   | Aluminium                                         |
| Nombre de soupapes par cylindre     | 4                                                 |
| Puissance                           | 540 ch                                            |
| Régime maximal                      | 9250 tr/min                                       |
| Lubrification                       | Par carter sec                                    |
| Refroidissement                     | Par eau (radiateur monté à l'avant)               |
| Système de distribution             | Par chaîne OHC, 2 arbres à cames en tète          |
| Système d'alimentation en carburant | Injection indirect et allumage électronique Lucas |

## Histoire

### 1982
La Rondeau M482 entre en compétition lors des 6 Heures de Silverstone, où pilotée par Jean Rondeau et François Migault, elle obtient le 27e temps aux essais qualificatifs. En course, la carrosserie du nouveau prototype ne résiste pas aux vibrations du moteur et la voiture finit par abandonner après 60 tours couverts. En raison de nombreux problèmes de jeunesse, Jean Rondeau décide de remplacer la M482 par le modèle M382 pour la suite de la saison.

### 1983
En raison d'un manque de ressources financières, la Rondeau M482 ne sera engagée qu'au 24 Heures du Mans. Un V8 de 3.9 litres est installé dans chacun des trois châssis qui prendront part à la course. Les trois M482 obtiennent chacune une 16e,19e et 20e place lors des essais qualificatifs. Soit des temps au tour qui les positionnent à plus de 20 secondes de la pôle position obtenue par la Porsche 956 de Jacky Ickx. Leur vitesse de pointe d'environ 310 km/h est bien loin des 355 km/h espérés.
En course, le moteur de la Rondeau de Philippe Streiff et Jean-Pierre Jaussaud casse alors qu'elle est dans son 13e tour. La M482 pilotée par les frères Ferté et Jean Rondeau connait le même problème et abandonne après avoir parcouru 90 tours de piste. Celle d'Henri Pescarolo, Thierry Boutsen et Michel Ferté tient plus longtemps en piste mais le moteur connait le même sort à la 14e heure de course.
Les trois Rondeau M482 engagées sous la bannière de Ford France n'ont jamais pu tenir le rythme très intense emmené par les Porsche officielles et privées. Cette douloureuse aventure marque la fin de l'engagement de Rondeau en tant que constructeur aux 24 Heures du Mans. Les Rondeau M482 continuent malgré tout leur carrière, mais engagées par des écuries privées.

### 1984
En 1984, une Rondeau M482 est engagée aux 24 Heures du Mans sous la bannière de McCormack & Dodge. Elle est pilotée par deux pilotes américains : Jim Mullen et Walt Bohren et un pilote français : Alain Ferté. L'équipe installe le V8 Ford Cosworth DFL de 3296 cm3. Ce moteur s’avère être beaucoup plus fiable que le précédent. Peu avant le dimanche midi, l'équipage est 7e au classement général, avant qu'un problème lié à un des cylindres ne vienne perturber leur course. Finalement, la Rondeau termine à la 13e place du classement général, et 10e dans la catégorie C1.

### 1987
La plupart du temps engagée aux 24 Heures du Mans, elle y obtient son meilleur résultat en 1987. Les pilotes Jean-Philippe Grand, Gaston Rahier et Jacques Terrien emmène la M482, alors engagée sous la bannière du Graff Racing, à la 12e place du classement général.
La Rondeau M482 est la dernière voiture conçue et fabriquée par Rondeau.

## Résultats sportifs
| Année | Épreuve                 | Position              | Pilotes                                           |
| ----- | ----------------------- | --------------------- | ------------------------------------------------- |
| 1982  | 6 Heures de Silverstone | Abandon (vibrations)  | Jean Rondeau François Migault                     |
| 1983  | 24 Heures du Mans       | Abandon (moteur)      | Philippe Streiff Jean-Pierre Jaussaud             |
| 1983  | 24 Heures du Mans       | Abandon (moteur)      | Alain Ferté Jean Rondeau Michel Ferté             |
| 1983  | 24 Heures du Mans       | Abandon (moteur)      | Thierry Boutsen Henri Pescarolo Michel Ferté      |
| 1984  | 24 Heures du Mans       | 13e                   | Jim Mullen Walt Bohren Alain Ferté                |
| 1985  | 24 Heures du Mans       | Abandon (suspensions) | Christian Bussi Jack Griffin Marion L. Speer      |
| 1985  | 24 Heures du Mans       | Abandon (moteur)      | Patrick Gonin Pascal Witmeur Pierre de Thoisy     |
| 1986  | 24 heures du Mans       | 13e                   | Jean-Philippe Grand Jacques Goudchaux Marc Menant |
| 1987  | 24 Heures du Mans       | 12e                   | Jean-Philippe Grand Gaston Rahier Jacques Terrien |